# Paul Wagner (Regisseur)
Paul Wagner (* 1948 in Louisville, Kentucky) ist ein Filmregisseur, Filmproduzent, Drehbuchautor und Filmeditor, der mit einem Oscar ausgezeichnet wurde.

## Privat
Paul Wagner wurde 1948 in Louisville, Kentucky als jüngstes von drei Kindern geboren. Dort besuchte er auch die katholische High School und machte seinen Bachelor in englischer Sprache und seinen Master in Kommunikation an der University of Kentucky. Wagner lebt mit seiner Frau Ellen und seinen vier Kindern in Charlottesville, Virginia.

## Karriere
Wagners Karriere im Filmgeschäft begann 1982 mit seinem Dokumentarfilm Miles of Smiles, Years of Struggle, wofür er das Drehbuch schrieb, als Produzent verantwortlich war und sein Regiedebüt gab. Für seinen zweiten Film The Stone Carvers erhielten Wagner und Marjorie Hunt bei der Oscarverleihung 1985 einen Oscar in der Kategorie „bester Dokumentar-Kurzfilm“. 1995 wurde der Dokumentarfilm Out of Ireland veröffentlicht, der das Thema der irischen Einwanderer in die Vereinigten Staaten aufgreift. Als Sprecherin ist Kelly McGillis zu hören, weitere Stimmen sind von Liam Neeson und Gabriel Byrne zu hören. 1998 führte Wagner das erste Mal bei einem Spielfilm Regie. Für Windhorse, der von drei Tibetern die für ihre Freiheit gegen das kommunistische China kämpfen handelt, erhielt er bei dem Florida Film Festival den „Audience Award“ sowie auf dem Santa Barbara International Film Festival den „Best Independent Award“.

## Filmografie (Auswahl)
- 1982: Miles of Smiles, Years of Struggle (Dokumentarfilm)
- 1984: The Stone Carvers (Dokumentarfilm)
- 1995: Out of Ireland (Dokumentar-Fernsehfilm)
- 1998: Windhorse